# DAS Air Cargo
A DAS Air Cargo egy ugandai áruszállító légitársaság, amelynek a székhelye Entebbében volt. A vállalat Európa, Afrika, a Közel-Kelet és Kelet-Ázsia között üzemeltetett járatokat. Entebbe egy jelentős központja volt a légitársaságnak, ahonnan Közép-Afrikát és Kelet-Afrikát, illetve a bangkoki járatokat szolgálta ki. A cég bázisrepülőterei a London–Gatwick repülőtér és az Entebbei nemzetközi repülőtér, míg a fókuszrepülőterei a Jomo Kenyatta nemzetközi repülőtér, a Dubaji nemzetközi repülőtér, az Amszterdam-Schiphol repülőtér és a Murtala Muhammed nemzetközi repülőtér voltak. A légitársaság európai irodája az angliai Crawleyban volt.
2006. október 12-én a légitársaságot kitiltották az Európai Unió légteréből. Azonban 2007. március 6-án az Európai Bizottság, az EU végrehajtó szerve törölte a céget a kitiltott légitársaságok listájáról, miután számos biztonsági fejlesztést hajtottak végre.
A vállalat 2007. szeptember 17-én kihívta a vagyonfelügyelőiket és leállították az összes járatukat. A repülőgépeiket az angliai Manston légibázison tárolták, amelyet aztán 2015-ben bezártak.
2007. november 20-án bejelentették, hogy a Continental Aviation Services Ltd. megvásárolta a légitársaságot, azonban a cég tartozásai továbbra is a Das Air Ltd. tulajdonában maradtak.

## Története

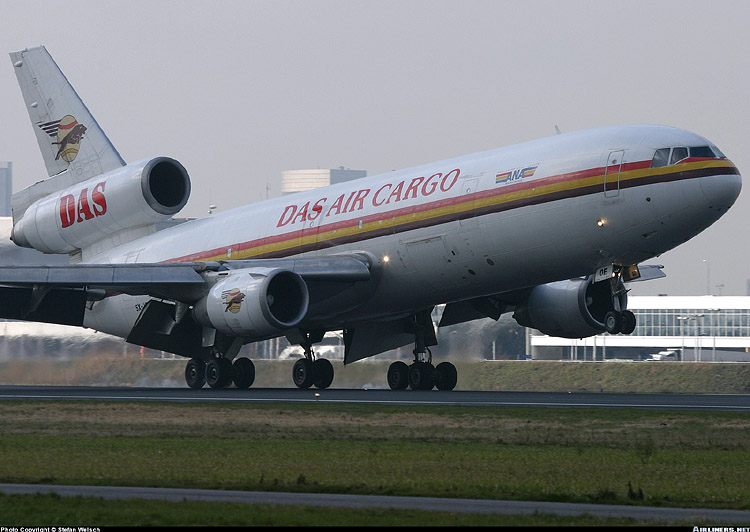
Egy McDonnell Douglas DC–10-es az Amszterdam-Schiphol repülőtéren 2004-ben

A légitársaságot 1983-ban alapították Ghánában, és 1983 júniusában kezdte meg működését. Kezdetben a cég más légitársaságok számára üzemeltetett járatokat. 1987-ben menetrendszerű teherszállító járatokat indított London és Lagos, valamint Entebbe között. A légitársaság 1990-ben megnyitotta az egyesült államokbeli részlegét, amely a légitársaság nevében szállított árut az Egyesült Államokban. A részleg székhelye a floridai Miamiban volt, és a DAS Air Cargo fő üzleti partnerével, a First Choice Airways charter légitársasággal osztozkodott az irodáin.
A DAS Air Cargo teljes egészében Joseph Roy (elnök-vezérigazgató) illetve Daisy Roy (ügyvezető igazgató) tulajdonában állt, és 228 alkalmazottat foglalkoztatott 2007 márciusában.
A DAS Air Cargo az Egyesült Királyságban, a Manstoni repülőtéren EASA 145-ös jóváhagyással rendelkező karbantartó üzemmel is rendelkezett. A létesítményt a saját, valamint a World Airways, a Gemini Air Cargo és az Avient Aviation repülőgépeinek karbantartására használták.

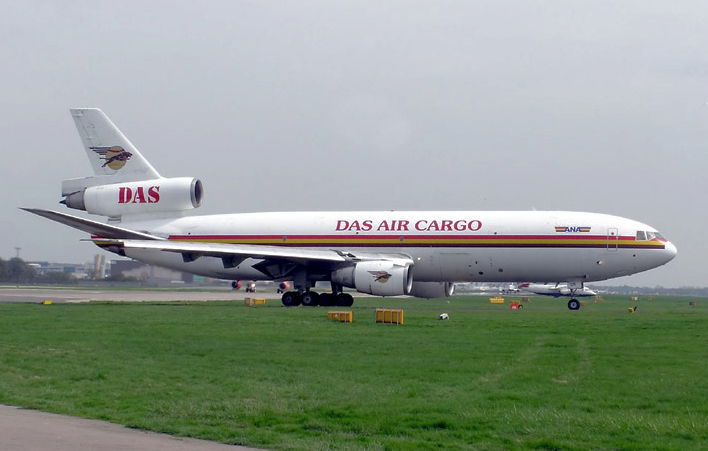
Egy DC-10-es a London–Gatwick repülőtéren, Angliában

## Flotta
A DAS Air Cargo flottája Boeing 707-320C és McDonnell Douglas DC-10-30F típusú repülőgépekből állt.

## Balesetek
A légitársaságnak összesen három balesete volt, mindegyik Afrikában. A balesetek leírása az alábbiakban látható:
- 1992. november 25-én egy Boeing 707-320C teherszállító repülőgép a nigériai Mallam Aminu Kano nemzetközi repülőtér megközelítése közben lezuhant egy katonai laktanya területén. A fedélzeten tartózkodó mind a négy személy túlélte a balesetet. A látási viszonyok korlátozottak voltak a port és a homok miatt. A 06-os futópálya műszeres leszállító rendszere és távolságmérő berendezése nem működött.[3]
- 1996. június 30-án egy Boeing 707-369C típusú teherszállító repülőgép bal szárnya a Bamako-Sénoui nemzetközi repülőtér 06-os kifutópályára való leszállás után röviddel a hirtelen erős szél miatt felemelkedett. Emiatt a jobb szárnya a repülőgépnek a talajnak csapódott és a repülőgép kicsúszott a kifutópályáról. A gép jobb szárnya végül egy bunkerbe csapódva letört. A fedélzeten tartózkodó mind a négy személy túlélte a balesetet.[4]
- 2000. április 30-án a DAS Air Cargo McDonnell Douglas DC–10-30F Londonból érkező, több mint 50 tonna rakományt szállító teherszállító repülőgépe megközelítette az Entebbei nemzetközi repülőtér 35-ös kifutópályáját. A repülőgép későn ért földet; körülbelül 900-1200 méternél a 3,6 kilométeres kifutópályán. Az orrfutómű 13 másodperccel a fő futómű után ért földet. A DC-10-est nem sikerült megállítani, és a kifutópálya déli végétől mintegy 100 méterre a Viktória-tóba csúszott. A repülőgép egyes és hármas hajtóművei elsüllyedtek, míg a pilótafülke levált a törzsről. A legénység tagjait a balesetet követő 10 percen belül mentőcsónakkal mentették ki.[5][6]